# Ludwig Múzeum – Kortárs Művészeti Múzeum
Ludwig Múzeum – Kortárs Művészeti Múzeum (1095 Budapest, Művészetek Palotája, Komor Marcell u. 1., alapítás: 1989)
A múzeum kortárs művészeti alkotásokat gyűjt és mutat be, jelentős magyar és nemzetközi képzőművészeti gyűjteménnyel rendelkezik. 2005. március 15-étől működik a Művészetek Palotájában, korszerű múzeumtechnológiai körülmények között. Területe 3300 m², a palota nyugati, Duna felé néző oldalán foglal el 4 szintet. A múzeum archívummal, szakkönyvtárral és múzeumpedagógiai műhellyel rendelkezik. A gyűjtemény alapjait az aacheni Ludwig házaspár ajándékai és hosszútávú letétei képezik.

## Története
Peter és Irene Ludwig 70 nemzetközi kortárs műtárgyat ajándékozott a Magyar Nemzeti Galériának, s további 96 kortárs műalkotást helyezett el tartós letét formájában. A megállapodás a Ludwig házaspár, az Magyar Nemzeti Galéria, és a Művelődési és Közoktatási Minisztérium közt jött létre, 1989-ben. A Magyar Nemzeti Galéria hozzátette az ajándékhoz a saját gyűjteményének kortárs művészeti alkotásait, ezzel létrejött az alapja egy kortárs művészeti múzeumnak, amelynek először az ajándékozó műgyűjtő házaspár tiszteletére a Ludwig Múzeum Budapest nevet adták.
A Ludwig házaspár mindkét tagja művészettörténetet és filozófiát hallgatott a mainzi egyetemen. Peter Ludwig egyetemi disszertációját Pablo Picasso emberképéről írta. Műgyűjtéssel az 1950-es években kezdtek el foglalkozni, de eleinte csak a régebbi korok művészetét gyűjtötték, kivéve Picasso képeit, ez utóbbi sajátos oka nyilván a férj fokozott érdeklődése a művész alkotásai iránt. Kialakult az a helyzet, hogy a Ludwig házaspár mintegy 800 darabos Picasso-gyűjteménye lett a legnagyobb a világon. Hamarosan a kortárs művészeti alkotásokat kezdték gyűjteni úgy, hogy érdeklődésüket kiterjesztették az NDK, a Szovjetunió, Bulgária, és Magyarország területén alkotó művészek képeire is.
Ma a Picasso-gyűjtemény legnagyobb része a Museum Ludwigban, Kölnben található, de a többi általuk támogatott múzeum is kapott e gyűjteményből, a magyarországi megalapítandó Ludwig múzeum is kapott 3 késői Picasso-festményt és egy bikaviadal jeleneteivel díszített tányér-sorozatot. A Ludwig házaspár több múzeumot alapított Németországban, nagyobb gyűjteményt ajándékozott a bécsi Museum Moderner Kunstnak. A rendszerváltás után Kelet- és Közép Európában is múzeumokat alapítottak. Először a Magyar Nemzeti Galériának, majd a szentpétervári Orosz Múzeumnak ajándékoztak gyűjteményükből, sőt 1996-ban a pekingi Nemzeti Múzeumban is megnyílt egy Ludwig-kollekció.
A házaspár halála után az Alapítvány Aachenben működik tovább. Budapesten a Ludwig Múzeum először a Budavári Palota „A” épületében, a Magyar Nemzeti Galéria mellett, majd később attól szervezetileg független formában működött. 1991-ben nyílt meg a nagyközönség számára, állandó kiállításán a Ludwig Gyűjtemény leghíresebb darabjai, (Andy Warhol, Claes Oldenburg, Roy Lichtenstein, Robert Rauschenberg alkotásai az 1960-as évekből, s az 1970-es évektől az 1980-as évek végéig pl. Georg Baselitz, A. R. Penck, Jörg Immendorf (1945–2007), Markus Lüpertz művei) és a magyar művészektől és a környező országok művészeitől vásárolt új szerzemények szerepeltek. 1996-ban Ludwig Múzeum – Kortárs Művészeti Múzeum néven nyílt meg újra, majd 2005-ben új, véglegesnek szánt helyére, a Művészetek Palotájába költözött, korábbi helyét a Budavári Palotában a Magyar Nemzeti Galéria foglalta el.
A múzeum három emeletén folyamatosan időszaki kiállításokat rendeznek. 2015-től a Ludwig Múzeum rendezi a Velencei Biennále magyar pavilonja képzőművészeti és építészeti kiállításait. A kiállítások mellett rendezvényeikkel, kiadványaikkal, változatos társművészeti programjaikkal és gyerekfoglalkozásaikkal nagyon sokat tesznek a kortárs művészet megismertetéséért. Az intézmény a kortárs művészeti múzeumpedagógia országos módszertani központja. A múzeum első igazgatója több mint egy évtizeden át (1993–2007) Néray Katalin művészettörténész volt. Őt követte 2008. március 1-jétől Bencsik Barnabás (Budapest, 1964–) művészettörténész 2013-ig. Az intézmény jelenlegi igazgatója dr. Fabényi Julia művészettörténész.
A kormányzat szándéka szerint a Ludwig Múzeum az Ötvenhatosok terén épülő új Múzeumi Negyedben működött volna tovább. 2015 októberében azonban Baán László bejelentette, hogy a Ludwig Múzeum mégsem költözik a Városligetbe, hanem marad eredeti helyén.
2019-ben a Ludwig Múzeum a Permanens forradalom. Mai ukrán képzőművészet című kiállításával elnyerte a Global Fine Art Awards (GFFA) 2018 You-2 elnevezésű közönségdíját. 
2019-ben a múzeum „Szín/forma/tér/fény – Bauhaus színházi nyári tábor” című programja Múzeumpedagógiai Nívódíjban részesült.
2019-ben a múzeum ART-transfer Díj néven pályázati úton elnyerhető díjat alapított a kortárs művészet közvetítésének elismerésére.
2020-ban a Ludwig Múzeum – Kortárs Művészeti Múzeum elnyerte az „Év Múzeuma”-díjat.

## Kiállítások
| A Ludwig Múzeum eddigi fennállása alatt megrendezett kiállítások listája. |
| --- |
| - Kortárs képzőművészet. Válogatás a Ludwig Múzeum, Budapest és a Magyar Nemzeti Galéria gyűjteményéből (1991) - Yoko Ono: Veszélyeztetett fajok (1993) - Made Strange. Mai brit szobrászat (1993) - Játék határok nélkül. Fiatal osztrák művészek: Willi Kopf, Ines Lombardi, Walter Obholzer (1993) - Szirtes János murális munkái (1993) - Köves Éva installációja (1993) - Picasso művek a Ludwig-gyűjteményből (1993) - Láthatatlan természet. Kortárs japán művészet (1993) - Jim Dine: Festmények, rajzok, szobrok 1973–1993 (1994) - Klimó Károly festményei és Manfred Wakolbinger szobrai (1994) - Nedko Solakov: A műgyűjtő (1994) - Anthony Gormley: Európai mező (1994) - Bachmann Gábor: Építészeti festmények és makettek, Kelemen Károly: Festmények és szobrok (1994) - Timm Ulrichs (1994) - John Lennon rajzai (The Bag One Portfolio és más grafikák) (1994) - Alejandro Fogel: Utazás a gyökerekhez: A Rumbach utca (1994) - Matti Kujasalo: Festmények és szobrok (1994) - Fehér László: Új művek (1995) - Soós Tamás: Barokk melankólia (1995) - Nat Finkelstein: Fotók a hatvanas évekből (Andy Warhol “Factory”) (1995) - A Zhou-testvérek (1995) - Dmitrij Prigov: Isten Halott / God is Dead (1995) - Würth - Egy gyűjtemény (1995) - Skót Ősz. Julie Roberts, Douglas Gordon és Tracy Mackenna (1995) - Konok Tamás retrospektív kiállítása (1995) - Pier Paolo Pasolini avagy a határátlépés – Megszervezni az átlényegülést [Organizzar il trasumanar] (1995) - Patricia Tavera (1995) - Joseph Beuys: Rajzok, objektek, nyomatok (1995) - 100 éves a film: A magyar film története (1995) - Piotr Jaros: Umarmen. A látás csodája (1996) - IRWIN: A Planit belseje (1996) - Bak Imre új festményei (1996) - Oswaldo Romberg: +2000/-2000 Even (1996) - Jan Fabre: Átmenetek / Passages (1996) - A művészeten túl (1996) - Súly-talan / Schwere-los. Nemzetközi szobrászati kiállítás / International Sculpture Exhibition (1996) - A Krakkói Csoport. Polonia Expressz Fesztivál. / The Cracow Group. Polonia Express Festival (1997) - Súly-talan / Schwere-los. Nemzetközi szobrászati kiállítás / International Sculpture Exhibition (1997) - Magyar Aszfalt Kft. 1997. évi festészeti díja. A díjazottak kiállítása (1997) - De-Composition. Szerkesztett fotográfia Nagy-Britanniában (1997) - Testet öltött logosz. Német nőművészek (1997) - Sárga Istenség. Kortárs indiai művészet (1997) - Szőnyei György: Cseppek / Drops (1997) - Ad Hoc. Új művészet Romániából (1997) - Illeszkedés. Körösényi Tamás installációja (1997) - Maurer Dóra : Quasi-képek és képek 1990–1997 (1997) - "Ballroom / Bálterem. Kaija Saariaho, Kozári Hilda és Esa Vesmanen zene-fény installációja" (1997) - Meret Oppenheim találkozik Man Ray-jel (1997) - Erró: Politikai képek (1998) - Budapest-Marseilles. Fiatal művészek cserekiállítása (1998) - Magyar Aszfalt Kft. 1998. évi festészeti díja. A díjazottak kiállítása (1998) - Antológia. Válogatás fiatal művészek munkáiból (1998) - Jean-Jacques Lebel (1998) - Sugár János és Jurij Leiderman: General Reminder (1998) - Cindy Sherman: Untitled Film Stills (1998) - Annie Leibovitz Fényképek (1998) - Gyere közelebb: Mai skandináv művészet (1998) - Jiři Kolář: Kollázsok (1998) - Swierkiewicz Róbert: Lökőhajó (1998) - Antoni Muntadas: A fordításról: Az emlékművek (1998) - Gia Edzgveradze: Ultramodern nihilizmus (1998) - Ernesto Tatafiore (1999) - Identitás és környezet (1999) - Gulyás Gyula: Acqua et Helios – Római inspirációk (1999) - Németh Ilona - Rónai Péter: 1+1=3 (1999) - Magyar Aszfalt Kft. 1999. évi festészeti díja. A díjazottak kiállítása (1999) - Rondó. Búcsú a XX. századtól (közép- és kelet európai művészek) (1999) - El-Hassan Róza kiállítása a Kis.teremben - Image Engine (1999) - Test-tér (Grunwalsky Ferenc fotók - Ladányi Andrea performance) (1999) - Bodnár Éva festményinstallációja (1999) - Szép idő (Északolasz művészek) (1999) - Várnagy Ildikó: Jelek (1999) - Miriam Bäckström: Fotók (1999) - Változó méretek - Mai brit művészet (1999) - Roman Ondák (1999) - The Second: Időalapú művészet Hollandiából (1999) - Tót Endre: Nem félünk a semmitől - Távollévő képek (1999) - Sigmar Polke: Gouache-ok. Tisztázatlan eredetű zene (1999) - CH - Mai svájci művészet (1999) - Benczúr Emese (1999) - Cecil Beaton fotográfiái (2000) - Beöthy Balázs (2000) - Magyar Aszfalt Festészeti Díj 2000 (2000) - Nézőpontok–pozíciók. Művészet Közép-Európában 1949-1999 (2000) - A Fal után. Művészet és kultúra a posztkommunista Európában (2000) - Andy Warhol (2000) - Az Éden illúziói: Az amerikai hátország képei (2000) - Szépfalvi Ágnes - Nemes Csaba: A fény háza (2000) - Mexikói kortárs művészet (2000) - Brassaï retrospektív (2000) - Sandro Chia "Passio" (Válogatás a legújabb művekből) (2000) - Milena Dopitová: Installációk (2001) - Francois Marie Banier: Fotográfiák és festmények (2001) - Denise Green: Rezonanciák. Festmények és grafikák 1975-2000 (2001) - Várnai Gyula hanginstallációja (2001) - Sophie Calle igaz történetei (2001) - STRABAG Festészeti Díj 2001 (2001) - Ősz Gábor: Folyékony horizont (camera obscura fotók) (2001) - Michaelangelo Pistoletto: A tükör kapuja (2001) - Bori Bálint: Kabócák (2001) - Köves Éva: Csendélet (2001) - Hersko Judit: Üvegtestű férfiak (2001) - Széchy Beáta: Floppy flóra (2001) - Szikora Tamás objektjei (2001) - Tadeusz Kantor: Lehetetlen (2001) - Digitalizált testek - Virtuális látványosságok (2001) - Katja Pratschke-Hámos Gusztáv: Elcserélt testek / Fremdkörper (2001) - A-R csoport (2001) - Drozdik Orshi retrospektív (2001) - František Kupka és Otto Gutfreund a Jan és Meda Mladek-gyűjteményben (2001) - Felix Droese: Papírkivágások (2001) - Nomeda és Gediminas Urbonas: Tranzakció (2002) - Zilahy Péter – Fuchs Tamás – Langh Róbert: Ablakzsiráf (2002) - STRABAG Festészeti Díj 2002 (2002) - Henri Cartier-Bresson: Retrospektív (2002) - Chilf Mária: Double Trouble (2002) - Lélegzet - Breath: Kortárs észt videoművészet (2002) - Gerhes Gábor: A T megtalálása (2002) - Helmut Newton: Szex és tájképek (2002) - Kőnig Frigyes: Fürdőzők (2002) - Deli Ágnes: Fehér Törpe (2002) - Ravasz András: 200% dbB és Transylvanian Transfer (2002) - Budapest Box - Rejtett szcéna az 1990-es években (2002) - L.A. Raeven: A természet választása (2002) - Daniel Spoerri: Művek 1960-2001 (2002) - Kicsiny Balázs: Munkavégzés folyamatban (2002) - Kodolányi Sebestyén és Uglár Csaba: Visszaélés (2002) - Innen nézve - Kortárs fotográfia Közép-Európából és az amerikai Közép-Nyugatról (2002) - Révész László László: Pipacsok a Palatinuson (2002) - Eduardo Arroyo (2003) - Tillmann Roth: The Spletizizerz (2003) - Bartha Sándor: Passzázs (2003) - Emberi történetek - Fotómunkák és festmények az Essl-gyűjteményből (2003) - STRABAG Festészeti Díj 2003 (2003) - Katarzyna Kozyra - Tavaszi áldozat (2003) - Zoran Naskovski: Halál Dallasban (2003) - Gravitáció - Moszkva tér (2003) - Mona Vatamanu & Florin Tudor (2003) - CHINART - Kínai képzőművészet a duisburgi Küppersmühle közreműködésével (2003) - Testünk belső titkai (2003) - Rebecca Major: Káosztól rendig, szeméttől művészetig, személytelentől intimig (2003) - Bakos Gábor és Wéber Imre: Vágy képek 1999–2003 (2003) - Németh Hajnal: MC emlékmű - Csütörtök örökké (2003) - Szépfalvi Ágnes: Új festmények (2003) - Kokoro no Arika - Ahol a lélek lakozik (Japán kortárs művészet) (2003) - Bálványos Levente - Másfél szoba (2004) - STRABAG Festészeti Díj 2004 (2004) - Gia Edzgveradze - A menyasszony (2004) - Közelítés, Gubanc, Áramlás - Oknyomozás Ilona Keserü Ilona munkásságában (2004) - Lengyel András: Budapest felett az ég (2004) - Jovánovics György: Ditirambikus retrospektív / L. W. sakkozik J. Gy.-gyel / (2004) - Aleksandar Denić (Belgrád) díszlettervei (bpworkshop) (2004) - Szacsva y Pál: Empire (2004) - Sebastião Salgado: Exodus (2004) - Emberformálta bolygó. Wolfgang Volz fotói. (Christo és Jeanne -Claude projektek, kínai és orosz tájképek (2004) - Jean Dubuffet. Litográfiák, szitanyomatok és festmények a Dubuffet alapítvány gyűjteményéből. (2004) - Jeanne van Heeswijk: Emberi játszmák / Games People Play (2004) - "Kovács Endre fotókiállítása Kassák Ház Stúdió – Squat Theatre Képek a magyar színházi underground történetéből" (2004) - BANGA TEKERCSEK Esterházy Péter és Parti Nagy Lajos írásaival (2004) - SURFACING - Ki, ha nem mi? / Holland kortárs művészet (2004) - Smart Country – A láthatatlan érintése (2004) - Lakner László: Metamorfózis (2004) - A modernség talánya. Válogatás a párizsi Centre Pompidou Musee d'Art Moderne gyűjteményéből (2005) - Feszített művek - Válogatás a múzeum gyűjteményéből 1. (2005) - Loud&Clear TOO (2005) - Gerhard Richter: Áttekintés (2005) - Hajas Tibor (1946-1980): KÉNYSZERLESZÁLLÁS (2005) - Az élet sója, a művészet borsa (2005) - STRABAG Festészeti Díj 2005 (2005) - João Penalva retrospektív kiállítása (2005) - Forgács Péter és a Labyrinth Project: Dunai Exodus. A folyó beszédes áramlatai (installáció) (2006) - Judit Kurtág: Video-művek (2006) - Feszített művek - Válogatás a múzeum gyűjteményéből 2. (2006) - Wood & Harrison: Öt terem (2006) - Katarina Sieverding: Close up (2006) - Lydia Schouten: A titkos kert (2006) - Rezonancia. Elektromágneses testek (2006) - Euro víziók: Az új európaiak, ahogy a Magnum fotósai látják (2006) - Pink House projekt (2006) - 10 éves a Strabag (2006) - Hommage á Bódy Gábor (2006) - Birkás Ákos retrospektív kiállítása (2006) - Az érzékek mértéke. Válogatás a FRAC Loire gyűjteményéből. (2007) - Határátlépések (2007) - Essl-díj 2007 (2007) - "Koncepció: Fotográfia - Párbeszédek és állásfoglalások. Válogatás a DZ BANK AG fotográfiai gyűjteményéből" (2007) - "CSI PENG: Fájdalompiac Made in China – Made in Hungary cserebere" (2007) - Breuer Marcell: Design és építészet. A Vitra Design Museum kiállítása, Weil am Rhein (2007) - Fehér László: Művek 1975–2007 (2007) - STRABAG Festészeti Díj 2007 (2007) - Katarzyna Kozyra: "In Art Dreams Come True" (2007) - Kim Levin: Jegyzetek és útvonalak 1976-2004 (2007) - 1–2–3: Fókuszban a gyűjtemény(2007) - Minden mozi! Válogatás a Ludwig Múzeum - Kortárs Művészeti Múzeum film- és videogyűjteményéből (2008) - "Két holland fotográfus: Hans van der Meer: Európai pályák ‒ az alsóbb osztályú futball látképe Bertien van Manen: Add nekem a képed" (2008) - "...függőleges... Nádler István új képei" (2008) - Fluxus East – Fluxus-hálózatok Közép- és Kelet-Európában (2008) - Simon Starling – Három madár, hét történet, betoldások és elágazások (2008) - Braco Dimitrijević retrospektív kiállítása (2008) - Keith Haring (2008) - STRABAG Festészeti Díj 2008 (2008) - Dénes Ágnes: A harmadik évezred művészete – egy új világkép teremtése (2008) - Maurer Dóra – Szűkített életmű (2008) - ‹19 Szabadfogású Számítógép kiállítás a C3 Alapítvány szervezésében (2008) - Sarkvidéki hisztéria – Kortárs finn művészet (2009) - Új szerzemények – rég nem látott művek (2009) - ANTON CORBIJN Munka (2009) - Robert Capa (2009) - Válságjelek - Luis Buñuel, Walker Evans, Theo Frey, a hollandiai arbeidersfotografen, Kálmán Kata és mások (2009) - Amerigo Tot - Párhuzamos konstrukciók (2009) - Csörgő Attila - Arkhimédészi pont (2009) - ‹19 Szabadfogású Számítógép kiállítás a C3 Alapítvány szervezésében (2009) - keleten a helyzet │közép- és kelet-európai videoművészet 1989–2009 (2010) - Glenn Brown (2010) - PowerGames \| Hatalmi játszmák (2010) - A képzelet tudománya \| Nemzetközi csoportos kiállítás (2010) - Gyűjteményi kiállítás 2010 (2010) - Félreérthetetlen mondatok. Az újragondolt gyűjtemény (2010) - MARTIN MUNKÁCSI INTRO (2010) - Egy énekkart keresek, ahol még énekelnek és egy mosodát, ahol még mosnak (2010) - Allan Sekula: Polónia és más mesék (2010) - A fényjátékosok: Kepes György és Frank J. Malina – a művészet és a tudomány metszéspontján (2010) - Martin Munkácsi: Think While You Shoot (2010) - Tükörhegy, 2010 Kateřina Šedá képzőművészeti akciója (2010) - Taiwan Calling - Határtalan sziget (2010) - Valami változás - Új szerzemények 2009-2011 (2011) - Húzd rá! - Mladen Stilinović retrospektív kiállítása (2011) - Moholy-Nagy László. The Art of Light (2011) - Helyszíni szemle - A múzeum a múzeumról (2011) - reGeneration2. Tomorrow’s Photographers Today \| A holnap fotográfusai - ma (2011) - Édentől keletre - Fotórealizmus: Valóságváltozatok (2011) - Yona Friedman. Architecture without building. A nemépítés gyakorlata (2011) - BAKOS. Rita Ackermann (2011) - Megyik János: A kép tere (2012) - Société Réaliste: empire, state, building (2012) - Robert Mapplethorpe (2012) - A hős, a hősnő és a szerző (2012) - Lakner Antal: Munkaállomás (2012) - XY - EMBERI MÉLTÓSÁG ÉS A MOME GENERÁCIÓ (2012) - A hang szabadsága. John Cage a vasfüggöny mögött (2012) - Az égbolt másik fele. Válogatás a Ludwig Múzeum gyűjteményéből (2012) - TNPU: Létminimum St.Andard Projekt 1984 W (avagy: Ez lett az egysejtűből) (2013) - A meztelen férfi (2013) - Pieter Hugo: This Must Be The Place - Válogatott munkák 2003-2012 (2013) - Ősz Gábor - Háromszor három (2013) - Leopold Bloom Képzőművészeti Díj (2013) - Beat-nemzedék / Allen Ginsberg (2013) - Monochrome Clack (2013) - Liquid Labyrinth. Fabrizio Plessi (2014) - Átmenet és átmenet. Josip Vaništa, Oleg Kulik, Blue Noses (2014) - Reigl Judit – Űr és extázis (2014) - Josef Bernhardt: Madarakra várva IX. - Kint és bent (2014) - HANTAI (2014) - Öntörténetiesítés CAVELLINI 1914–2014 (2014) - [csend] – Egy Holokauszt-kiállítás (2014) - Csodálatos rendszer – Tolvaly Ernő retrospektív (2014) - Anarchia. Utópia. Forradalom. (2014) - LUDWIG 25 - A kortárs gyűjtemény (2014) - Ciprian Mureşan - Egzisztenciátokat szerződés szavatolja (2015) - Jasmina Cibic: Spielraum – The Nation Loves It (2015) - /////////fur////: no pain no game (2015) - Fényképezte Zsigmond Vilmos (2015) - Cseke Szilárd: Fenntartható identitások (56. Velencei Képzőművészeti Biennále, Velence) (2015) - Vörös horizont. Orosz és exszovjet művek a Ludwig Múzeum gyűjteményében (2015) - Abszolút szépség – Szentpétervári új akadémizmus (2015) - Ludwig Goes Pop + The East Side Story (2015) - Záborszky Gábor: Fúgák. Guida – Riposta – Repercussio. 1976-2015 (2016) - Vissza/Előretekintés. Érmezei Zoltán életmű-kiállítása (2016) - Képtaktikák. Makói Grafikai Művésztelep, 1977–1990 (2016) - Szenvedély. Rajongás és művészet (2016) - Rock/tér/idő (2016) - Aektivátorok – Helyi aktív építészet (15. Velencei Építészeti Biennále, Velence) (2016) - Julius Popp: Bit.Fall (2016) - Eszmék és művek (Tirana) (2016) - Peter Farago & Ingela Klemetz Farago: Nők Chanelben (2016) - A bálna, amely tengeralattjáró volt - Kortárs pozíók Albániából és Koszovóból (2016) - Fiatal Lengyelország - A valóság utóérzései (2016) - Vadnyugat. Az avantgárd Wrocław története (2016) - #Bartók (2016) - Susan Swartz: Személyes utak (2016) - Kísértetek és kísérletek - Szűcs Attila festészete (2016) - "Mentés másként…" – Mi marad az újmédia-művészetből? (2017) - El nem kötelezett művészet – Marinko Sudac gyűjteménye (2017) - Párhuzamos avantgárd – Pécsi Műhely 1968–1980 (2017) - Gazdálkodj okosan! A művészet és a gazdaság kapcsolatáról (2017) - Mettici la Faccia! (Róma) (2017) - Westkunst-Ostkunst. Válogatás a gyűjteményből (2017 – 2020) - Várnai Gyula: Peace on Earth! (57. Velencei Képzőművészeti Biennále, Velence (2017) - Esterházy Művészeti Díj 2017 (2017) - Közös ügyeink - Együttműködésen alapuló művészeti projektek (2018) - Rafael Y. Herman (2018) - Permanens forradalom. Mai ukrán képzőművészet (2018) - Minden nem látszik - Türk Péter (1943-2015) életműkiállítása (2018) - Erwin Wurm: Egyperces munkák. A szobrászat mint program (2018) - Szabadság híd – Új horizontok a városban (16. Velencei Építészeti Biennále, Velence)(2018) - Huszárlépésben. Sam Havadtoy New Yorkban (2018) - Nyelvrokonok – Észt-magyar kortárs művészeti kiállítás (2018) - Salla Tykkä: Rövid címek (2018) - IPARTERV 50+ (2019) - Ludwig 30. Mindig kortárs (2019) - Bauhaus100 – Program a mának. Kortárs nézőpontok (2019) - Signal – Konceptuális és posztkonceptuális tendenciák a szlovák képzőművészetben (2019) - Válogatás a Ludwig Múzeum videógyűjteményéből (Róma) (2019) - Waliczky Tamás: Képzelt kamerák (58. Velencei Képzőművészeti Biennále, Velence) (2019) - A Leopold Bloom-díj döntőseinek kiállítása (2019) - Király Tamás. Out of the Box (2019) - Az áthágás technikái – Felforgató gyakorlatok a hatvanas-hetvenes évek magyar neoavantgárdjában (Róma) (2019) - A Bosch+Bosch Csoport és a vajdasági neoavantgárd mozgalom (2019) - Mintázat és dekoráció (2019) - Short List 2019 – Esterházy Art Award (2019) - Dead Web – The End (2020) - Waliczky Tamás: Képzelt kamerák (2020) - Alban Muja: Családi album (2020) - Lassú élet. Radikális hétköznapok (elhalasztva) (2020) - Both Ways Trieste Contemporanea, Trieszt (2020) - Időgép. Új válogatás a Ludwig Múzeum gyűjteményéből (2020-) - Dialektik der Bilder, Collegium Hungaricum, Berlin (2020) - Egyensúlyban. Művek az Art Collection Telekom gyűjteményből (2020) - Lassú élet. Radikális hétköznapok, Ludwig Museum, Koblenz (2020) - BarabásiLab: Rejtett mintázatok. A hálózati gondolkodás nyelve (2020) - Bosch+Bosch, Balassi Intézet, Brüsszel (2020) - Vers l’infini. Konok Tamás életmű-kiállítása (1930–2020) (2020) - Lassú élet. Radikális hétköznapok (2021) - Térügyek (2021) - Othernity. Modern örökségünk úrakondicionálása (17. Velencei Építészeti Biennále, Velence) (2021) - Lassú élet. Radikális hétköznapok. Liszt Intézet, Brüsszel (2021) - Nagylátószög. 120 éves a magyar film (2021) - Metafizikus áthatolás egy zebrán (2021) - Esterházy Art Award Shortlist 2021 (2021) - Othernity. Modern örökségünk úrakondicionálása (2021) - Helyi érték. Új szerzemények (2022) - {scrip:abstract} – Frey úr ír (2022) - Keresztes Zsófia: Az álmok után: merek dacolni a károkkal (59. Velencei Képzőművészeti Biennále, Velence) (2022) - Kiterjesztett jelen – Átmeneti valóságok (2022) - „Nem vagyok robot” A szingularitás határain (2022) - Előhívás (2022) - Keresztes Zsófia: Az álmok után: merek dacolni a károkkal (2022) - Kisebb világok. Dioráma a kortárs képzőművészetben (2022) - Touch Nature – A természet érintése (2022) - Lengyel András: – minden fent van a felhőben – (2023) - Boris Lurie –Wolf Vostell: Művészet a Soá után (2023) |

## Galéria

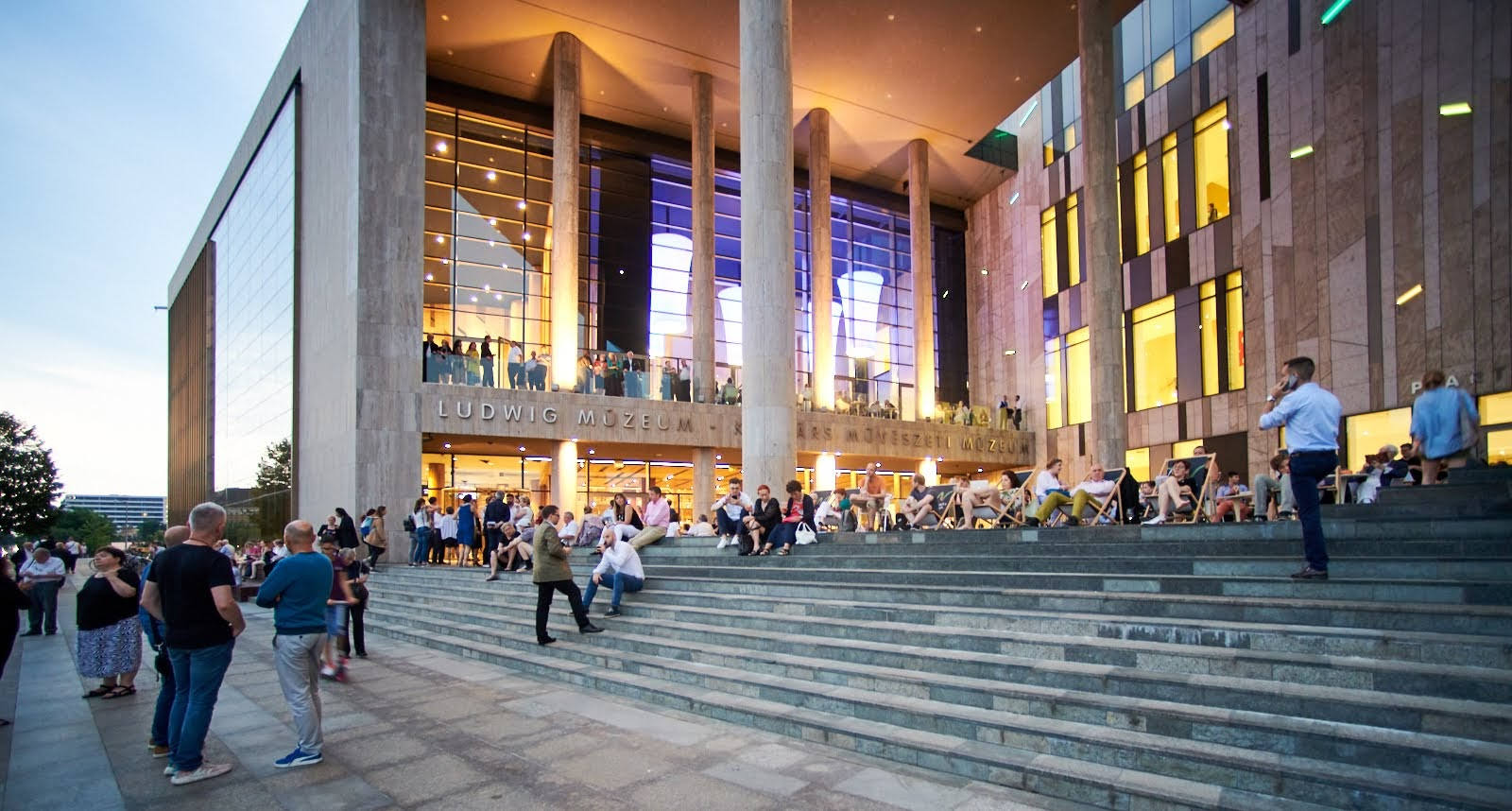
A Ludwig Múzeum – Kortárs Művészeti Múzeum terasza a 2019-es Múzeumok Éjszakáján. Fotó: Végel Dániel
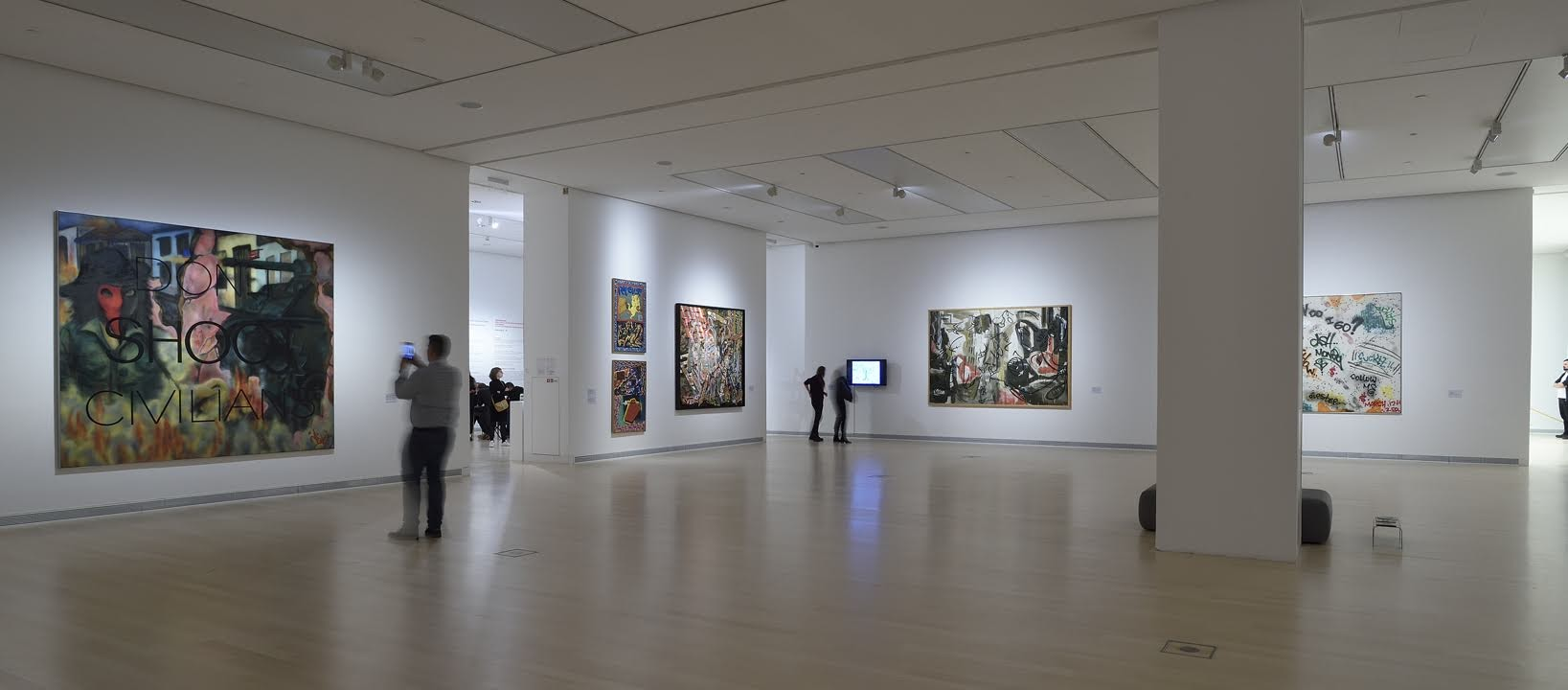
A 2019-es Ludwig30 című, a Múzeum 30. születésnapja alkalmából szervezett kiállítássorozat Graffiti című kiállításának enteriőre. Fotó: Rosta József
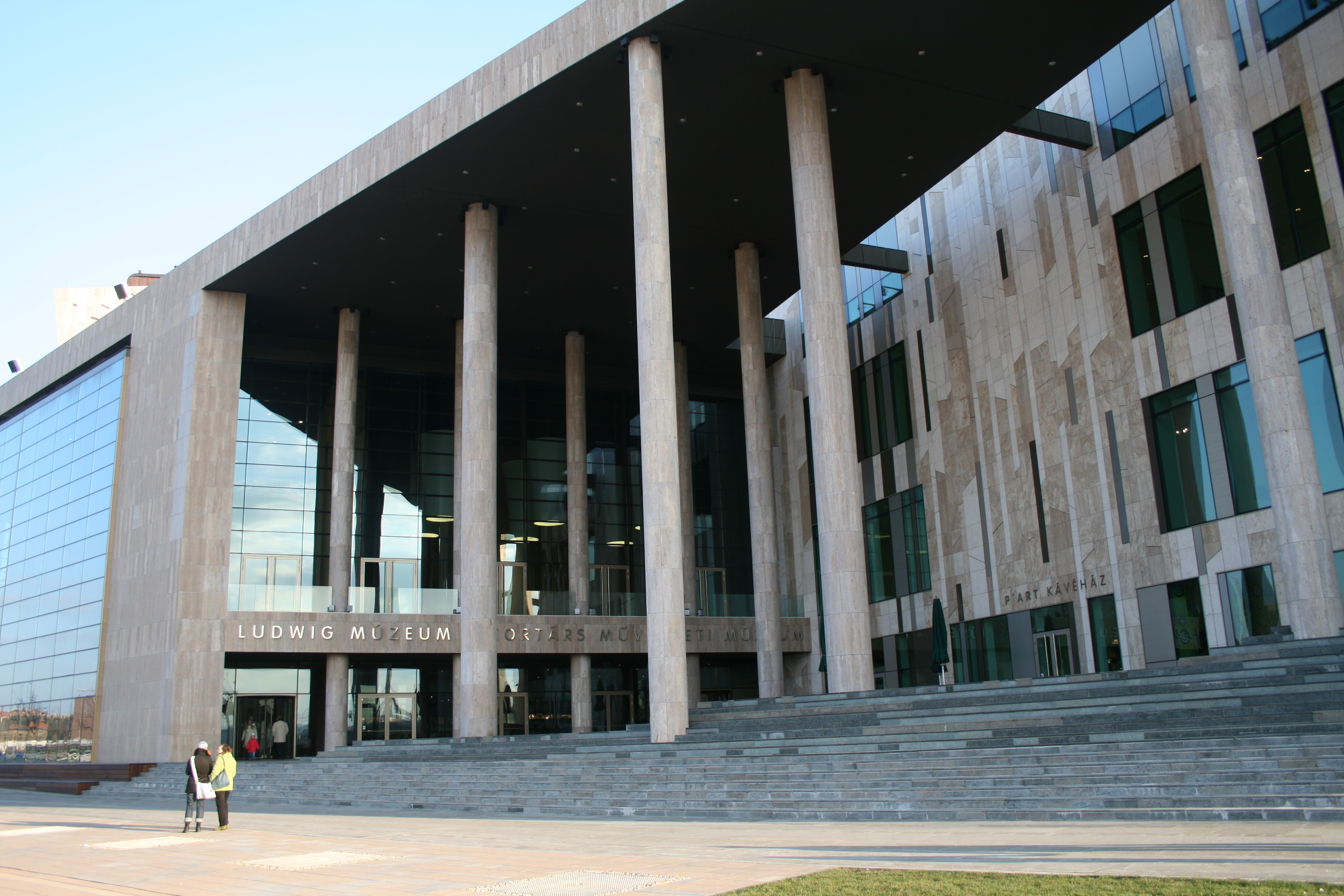
A Ludwig Múzeum Budapesten
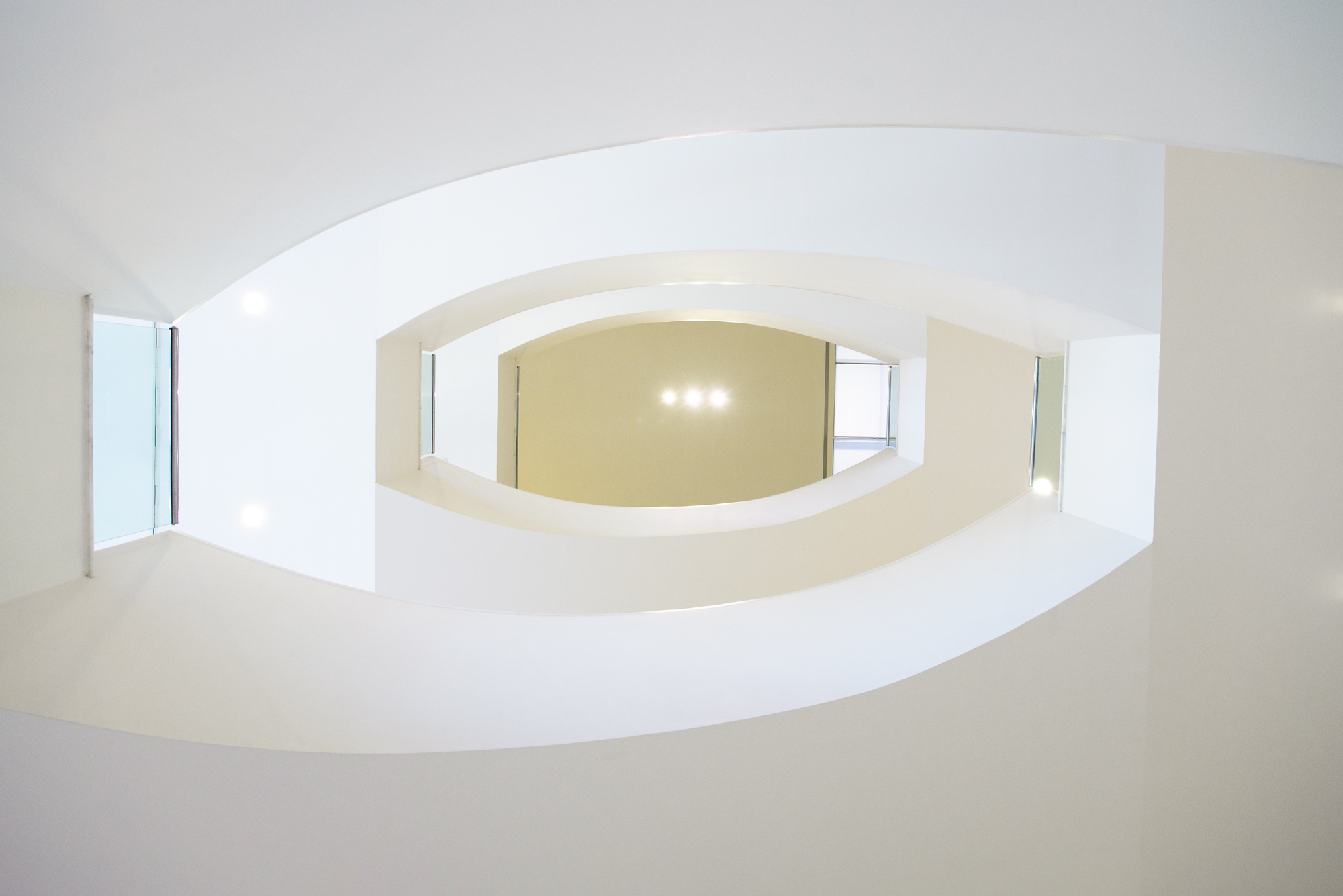
A Ludwig Múzeum emblematikus lépcsőháza alulnézetből. Fotó: Szabó Zsófia
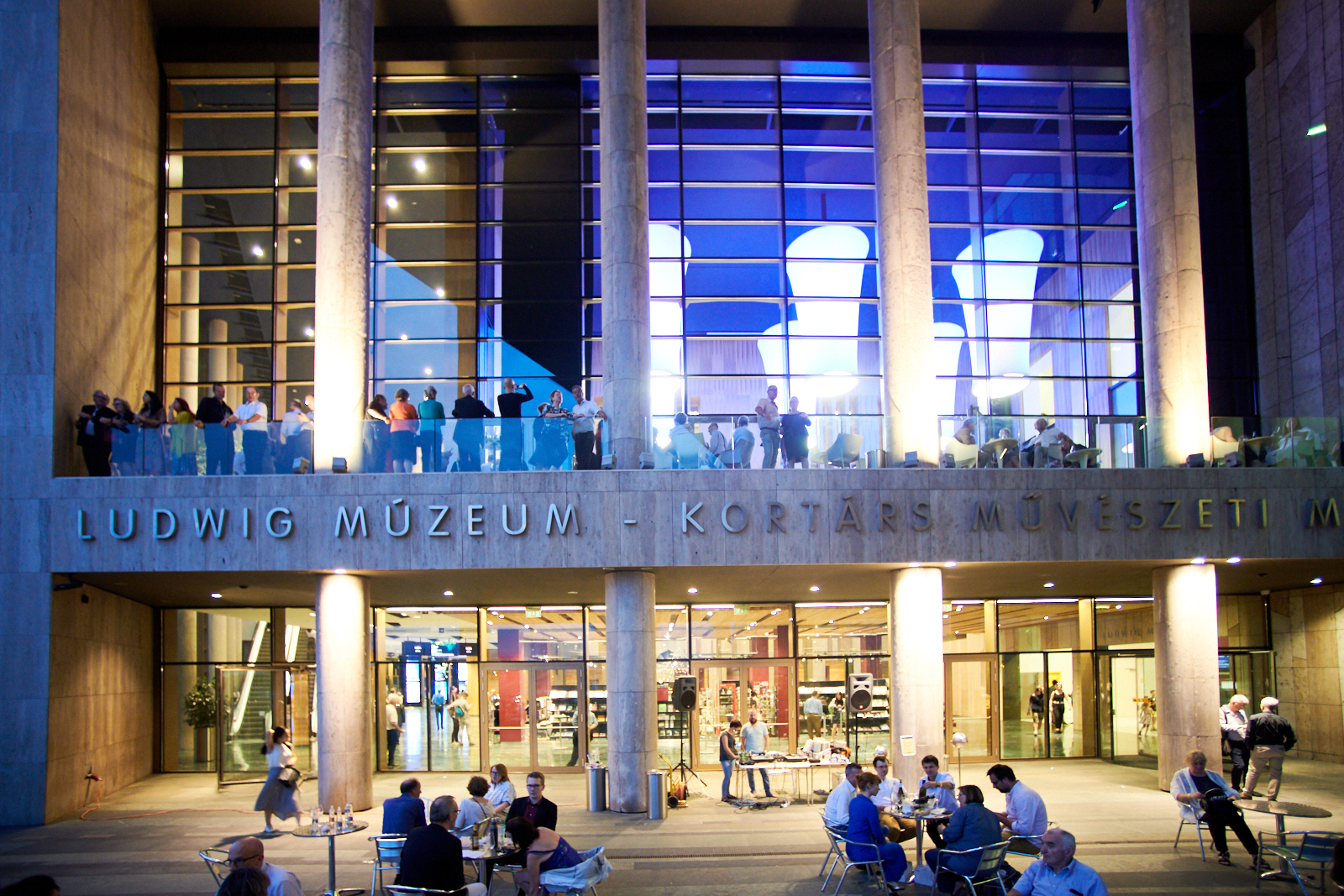
A Ludwig Múzeum – Kortárs Művészeti Múzeum bejárata a 2019-es Múzeumok Éjszakáján
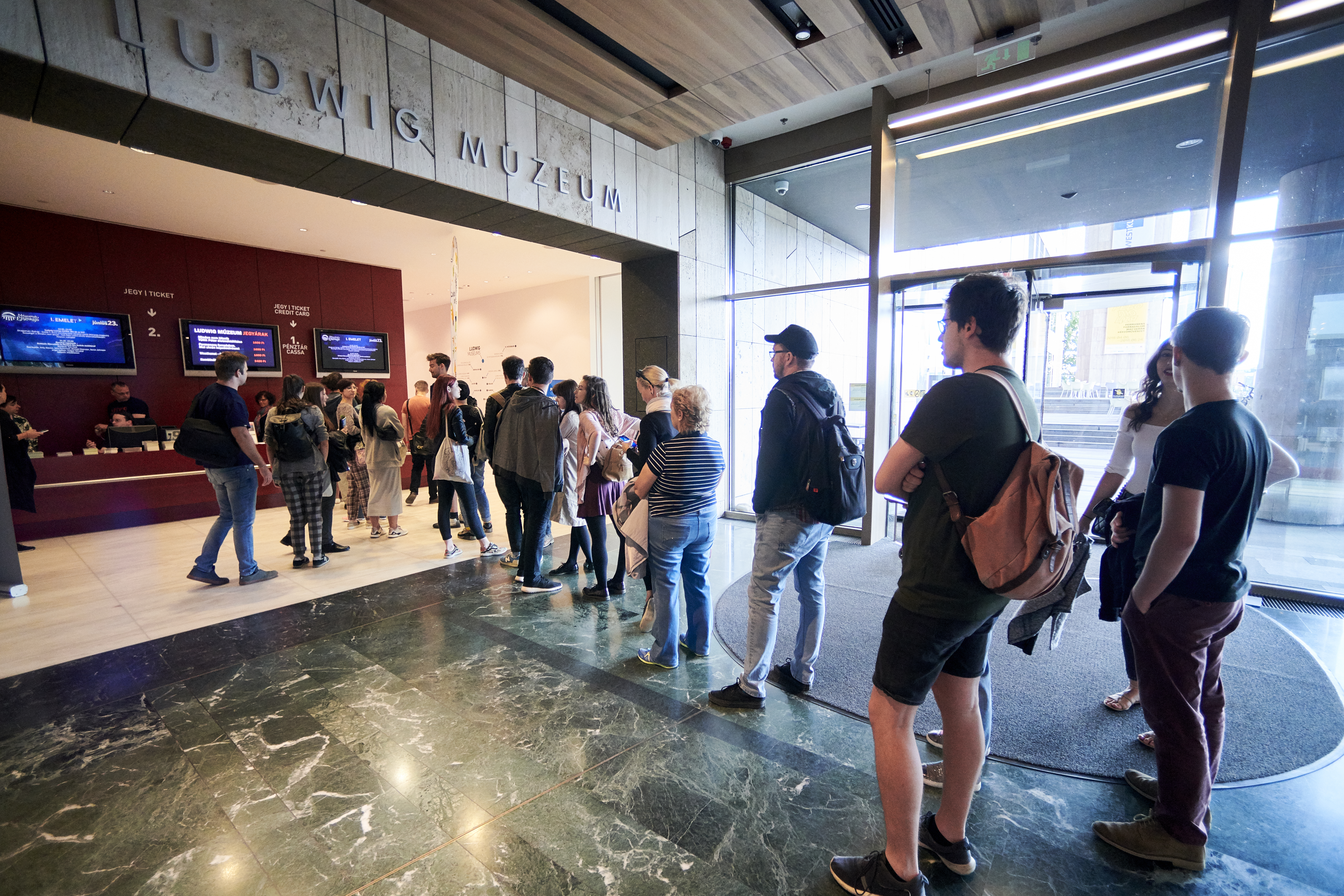
A Ludwig Múzeum épületen belüli bejárata a jegypénztár előtt kígyózó sorral a Múzeumok Éjszakáján 2019-ben. Fotó: Végel Dániel
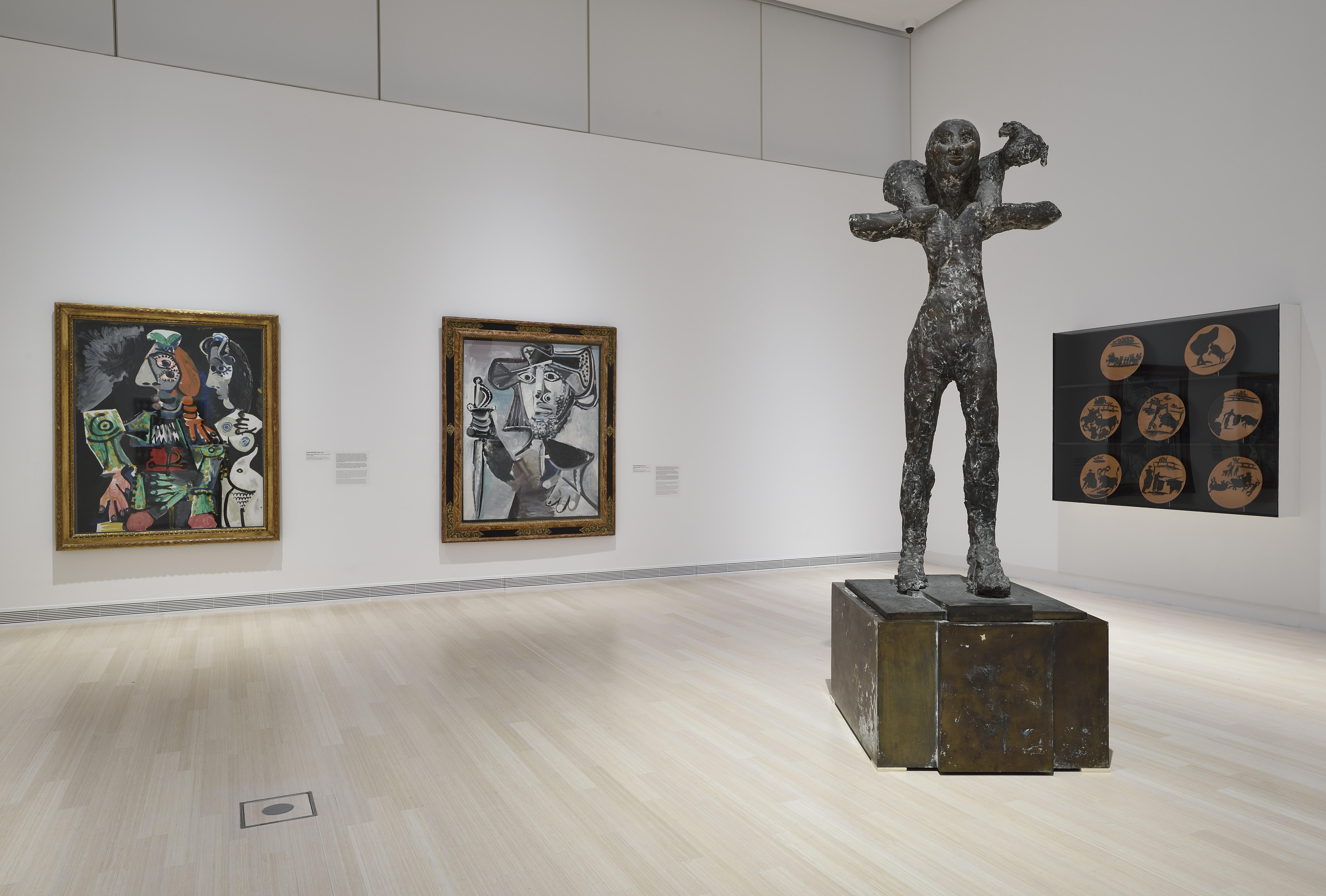
Kiállítási enteriőr Pablo Picasso festményekkel és Marcus Lüpertz szobrával a Ludwig Múzeum – Kortárs Művészeti Múzeum, Westkunst–Ostkunst című kiállításán
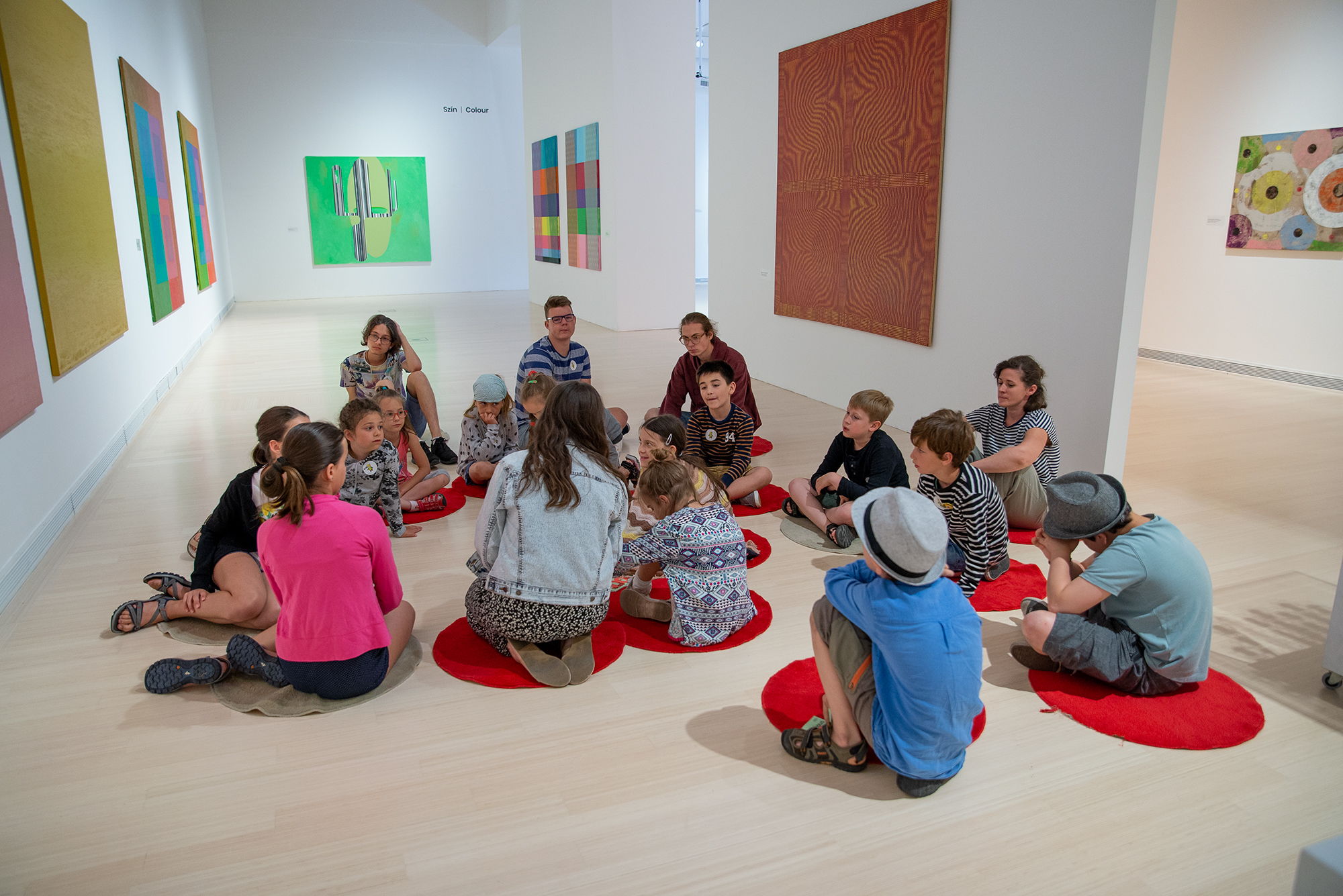
A Ludwig Múzeum nagy hangsúlyt fektet a múzeumpedagógiára: Minden korosztály számára biztosít a kiállításokhoz kapcsolódó  foglalkozásokat. Fotó: Szabó Zsófia
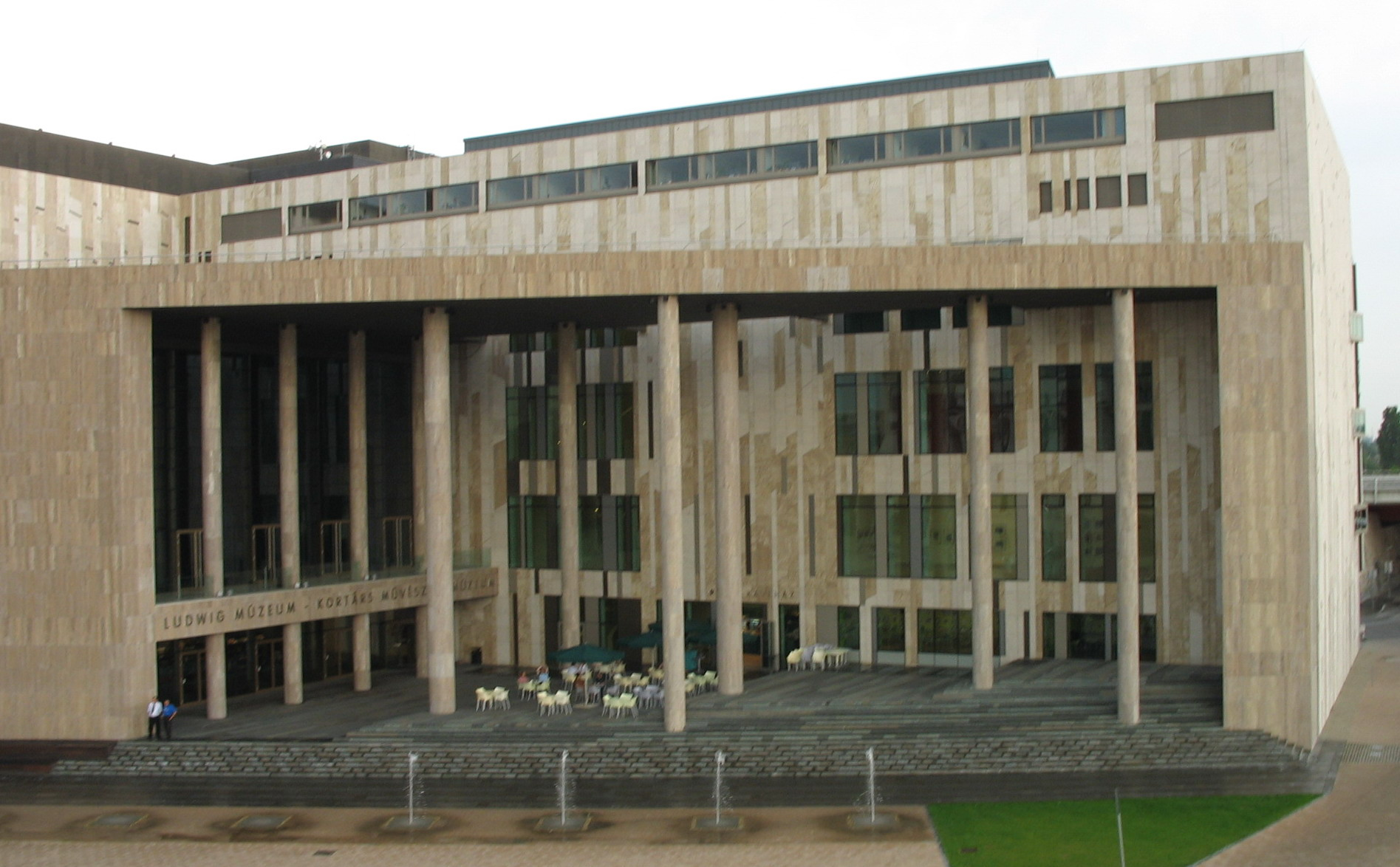
A Művészetek Palotája